# Ленточницы (подсемейство)
Ленточницы (лат. Catocalinae) — ранее выделявшееся подсемейство бабочек в семейства совок. В настоящее время большинство родов этого подсемейства включены в различные таксоны семейства Erebidae.

## Описание
На задних крыльях хорошо развитая жилка M2 отходит вблизи от M3. У части видов голени средних ног, иногда также передних и задних, покрыты шипами. От крупных и до средних очень мелких. Окраска, особенно задних крыльев, часто яркая, мелкие виды обычно имеют тусклую окраску.

## Классификация
- Acanthodelta
- Acanthodica
- Alapadna
- Allotria
- Alophosoma
- Amphiongia
- Anereuthina
- Anisoneura
- Anydrophila
- Argyrostrotis
- Arsacia
- Artena
- Arthisma
- Athyrma
- Attatha
- Attonda
- Axiocteta
- Bamra
- Batracharta
- Blasticorhinus
- Bocula
- Calesia
- Calliodes
- Celiptera
- Chalciope
- Chrysopera
- Coenipeta
- Crioa
- Ctenusa
- Cutina
- Cyligramma
- Dasypodia
- Delgamma
- Dermaleipa
- Dinumma
- Donuca
- Dordura
- Doryodes
- Ecphysis
- Egybolis
- Entomogramma
- Ercheia
- Erygia
- Eubolina
- Euclystis
- Euparthenos
- Felinia
- Focillidia
- Gesonia
- Hamodes
- Hexamitoptera
- Homodes
- Hypopyra
- Iontha
- Ischyja
- Lacera
- Loxioda
- Lygniodes
- Matigramma
- Metria
- Mocis
- Niguza
- Ocalaria
- Ommatophora
- Pantydia
- Parallelia
- Phoberia
- Phyllodes
- Platyja
- Pseudanthracia
- Pseudoarcte
- Pseudosphetta
- Pterocyclophora
- Ptichodis
- Remigiodes
- Sciatta
- Scolecocampa
- Serrodes
- Speiredonia
- Spiloloma
- Spirama
- Sympis
- Tephriopis
- Thyas
- Trigonodes
- Varicosia
- Zale